# Éparchie de Tchita
L'éparchie de Tchita (en russe : Чити́нская  епа́рхия, Tchitinskaïa eparrkhiïa) est une éparchie (diocèse dans le monde orthodoxe) de l'Église orthodoxe russe, regroupant les paroisses et monastères de la moitié occidentale du kraï de Transbaïkalie.

## Géographie
Le territoire de l'éparchie s'étend sur les raïons d'Akcha, de Krasny Tchilok, de Kyra, de Petrovsk-Zabaïkalski, d'Oulitovo, de Khilok, de Tchita. Il s'étend de plus sur les villes de Tchita, de Petrovsk-Zabaïkalski et sur la ville fermée de Gorny.

## Histoire
L'éparchie de Tchita est érigée pour la première fois le 12 mars 1894 (24 mars dans le calendrier grégorien) par séparation de l'éparchie d'Irkoutsk. Au début du  XXe siècle, l'éparchie comptait plus de 400 000 fidèles orthodoxes, 338 lieux de culte, plus de 220 monastères et près de 200 écoles paroissiales. L'éparchie de Tchita est abolie le 27 février 1930, devenant l'éparchie de Tchita et de Transbaïkalie. Le 29 avril 1936, cette dernière est complètement abolie. En 1945, la réouverture de l'église de la Résurrection de Tchita fut autorisée, qui resta jusque dans les années 1990 la seule ouverte de tout le territoire actuel du diocèse.
En 1948, l'éparchie d'Irkoutsk fut restaurée, à laquelle la Transbaïkalie était également rattachée. L'éparchie prit le nom d'« Éparchie d'Irkoutsk et de Chita ». Le 21 avril 1994, une éparchie indépendante pour la Transbaïkalie a été créé sous le nom d'« Éparchie de Tchita et de Transbaïkalie ».
Le 10 octobre 2009, l'éparchie a cédé les parties situées en république de Bouriatie de son territoire au profit de la création de l'éparchie d'Oulan-Oudé et a en même temps pris son nom actuel. Le 25 décembre 2014, elle a cédé une nouvelle partie du territoire pour la création de l'éparchie de Nertchinsk.

### Ordinaires
- Dmitry (Ielisseïev), depuis le 27 décembre 2016[1]

## Doyennés
L'éparchie de Tchita est divisée en cinq doyennés (octobre 2022) :
- 1er doyenné de la ville de Tchita ;
- 2e doyenné de la ville de Tchita ;
- 3e doyenné du raïon de Tchita ;
- 4e doyenné d'Akcha ;
- 5e doyenné de Petrovsk-Zabaïkalski.

## Édifices religieux

### Églises et chapelles
L'éparchie compte 27 églises paroissiales ainsi que 5 chapelles sur son territoire.

### Monastères
Monastères actifs :
- Monastère de Tous les Saints d'Atamanovka, ouvert en 2001 ;
- Monastère de la Sainte-Dormition de Molokovka, ouvert en 2005 ;
- Complexe épiscopal du monastère Saint-Jean-Baptiste Varlaam-du-Tchikoï.